# Giacomo Bozzano
Giacomo "Mino" Bozzano, född 12 april 1933 i Sestri Levante, död 21 november 2008 i Sestri Levante, var en italiensk boxare.
Bozzano blev olympisk bronsmedaljör i tungvikt i boxning vid sommarspelen 1956 i Melbourne.